# Carlos López Cano
Carlos López Cano (Palamós, Gerona, 1 de enero de 1987-Bergadá, Barcelona, 11 de noviembre de 2021) fue un futbolista español que jugaba en la demarcación de delantero.

## Biografía
En 2005, con dieciocho años, debutó como futbolista con la FE Figueres. También jugó para el Palamós CF antes de fichar por dos años por el UD Ibiza. En 2009 volvió al Palamós CF por un año. Al finalizar la temporada fue traspasado a la SCR Peña Deportiva.
Tras un breve paso por la UE La Jonquera y por la SD Formentera, fichó por el SJK Seinäjoki finlandés el 20 de febrero de 2014, donde permaneció hasta agosto de en 2014, momento en el que fichó por el FC Haka. En marzo de 2015 fichó por la UE La Jonquera.
Falleció a los 34 años, el 11 de noviembre de 2021, en un accidente de tráfico en el Bergadá (Barcelona).

## Clubes
| Club               | País      | Año         | Partidos | Goles |
| ------------------ | --------- | ----------- | -------- | ----- |
| FE Figueres        | España    | 2006        | 16       | 3     |
| Palamós CF         | España    | 2007-2008   | 52       | 11    |
| UD Ibiza "B"       | España    | 2008        | 13       | 9     |
| UD Ibiza           | España    | 2008 - 2009 | 2        | 0     |
| Palamós CF         | España    | 2009        | 7        | 10    |
| SCR Peña Deportiva | España    | 2009 - 2010 | 35       | 17    |
| CE Farners         | España    | 2010 - 2011 | 21       | 5     |
| UE La Jonquera     | España    | 2011 - 2013 | 55       | 33    |
| SD Formentera      | España    | 2013 - 2014 | 38       | 15    |
| SJK Seinäjoki      | Finlandia | 2014        | 16       | 4     |
| FC Haka            | Finlandia | 2014        | 7        | 0     |
| UE La Jonquera     | España    | 2015 - 2017 | 26       | 5     |
| Girona FC "B"      | España    | 2017        | 11       | 6     |
| CF Navata          | España    | 2018        | 19       | 53    |

## Palmarés

### Campeonatos nacionales
| Título                       | Club          | País      | Año  |
| ---------------------------- | ------------- | --------- | ---- |
| Copa de la Liga de Finlandia | SJK Seinäjoki | Finlandia | 2014 |